# CRIFO - Cantina di Ruvo di Puglia
CRIFO - Cantina di Ruvo di Puglia (acronimo di Cantina della Riforma Fondiaria) è una società cooperativa attiva nella produzione di vini e liquori. Con sede centrale a Ruvo di Puglia. Fu originariamente fondata da 28 vignaioli per aumentare la propria forza contrattuale nella vendita delle uve, acquisite abitualmente da alcuni gruppi nazionali. E' specializzata nella raccolta e vinificazione delle uve delle cultivar nero di Troia, bombino nero e bombino bianco, pampanuto (o verdeca) e moscatello selvatico.
La Cantina rientra nei percorsi di enoturismo pugliese  de Le strade del vino.

## Storia

### Inizi
Nel 1960, un gruppo di viticoltori intenzionati ad avviare una filiera del settore vitivinicolo e in grado di occuparsi dell’intero processo, dal conferimento delle uve alla vinificazione, fondano la Cantina di Ruvo di Puglia, inizialmente una cooperativa che produceva esclusivamente mosti. Questo, anche tenendo conto del contesto storico: erano nel pieno del periodo della Riforma fondiaria.
Grazie all'incremento delle vendemmie, la Cantina assume gradualmente un ruolo tra le realtà vitivinicole del sud Italia diventando anche un punto di riferimento per quanto riguarda il processo di vinificazione. Tra il 1960 e il 1980 nasce il brand "CRIFO", acronimo della denominazione originale de "Cantina della riforma fondiaria". Le prime etichette dei Castel del Monte DOC, raffiguranti lo stabilimento originale, accompagnano i prodotti di punta della cooperativa fino al 1980.

### Anni Ottanta
Nel decennio tra il 1980 e il 1990 la Cantina di Ruvo di Puglia entra nelle fiere di settore nazionali e internazionali con la nuova etichetta di Castel del Monte DOC. Insieme al logo viene ripreso graficamente, in forma stilizzata, il grifone, animale mitologico presente sulla facciata della Cattedrale di Ruvo di Puglia.

### Anni Novanta
L’aumento della produttività è notevole e si arrivano a registrare conferimenti per 204.000 ettolitri. Di conseguenza la notorietà della Cantina è tale che, tra il 1990 e il 2000, si decide di aumentare il budget dedicato alla pubblicità e alle azioni di marketing permettendo ai nuovi prodotti con marchio CRIFO di essere inseriti nella carta dei vini di numerosi ristoranti.

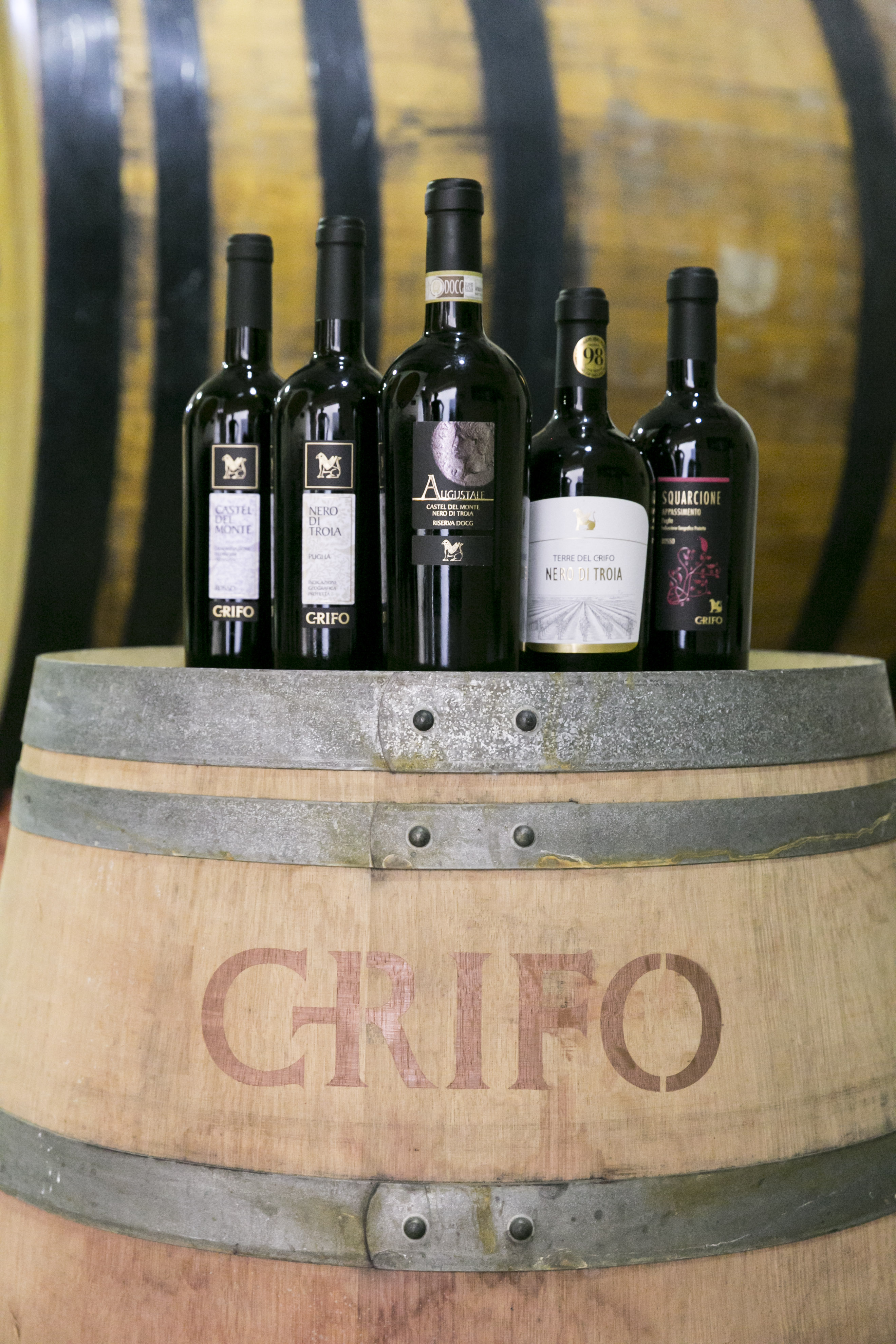
Selezione di vini rossi marchio Crifo della Cantina di Ruvo di Puglia

Le certificazioni BRC-IFS permettono alla Cantina di entrare nella grande distribuzione organizzata (GDO), e i vini CRIFO approdano nei supermercati di tutta Italia con le denominazioni di Castel del Monte DOP e Puglia IGP, in rappresentanza dei principali vitigni autoctoni della regione.

### Anni duemila e duemiladieci
A partire dal 2000 nasce il primo vero cru della Cantina, l’Augustale Murgia IGT da uva di Troia, oggi Augustale Castel del Monte nero di Troia Riserva DOCG. La cooperativa inaugura così un nuovo stabilimento, che consente di gestire processi di produzione più all'avanguardia e assicura ritmi di imbottigliamento in linea con la domanda.

### Anni duemilaventi
Nel 2020 la Cantina di Ruvo di Puglia ha prodotto oltre 3.000.000 di bottiglie in formato 0,75 litri, distribuite nei canali HoReCa e GDO/DO in Italia e all’estero, confermando la leadership assoluta nella produzione e vendita di vini da uva Nero di Troia nel suddetto formato.
Nel 2021 più di 400 soci conferiscono oltre 8.000 tonnellate d’uva per vendemmia, appartenenti per il 60% alle varietà autoctone dell’Alta Murgia. La raccolta proviene da oltre 1.000 ettari di viti allevate con vari sistemi: a spalliera, pergola pugliese e ad alberello che insistono nel territorio calcareo dell’area di Castel del Monte, ubicato tra le province di Bari e Barletta-Andria-Trani.

## Premi
Hanno premiato i vini Crifo: 
- Luca Maroni[13];
- Mondial du rosè[14];
- Wine Spectator[15];
- Sakura[16];
- China Wine & Spirits Awards[17];
- Wine Enthusiast Buying Guide[18];
- 5StarWines[19];
- Oscar Douja D'Or[20];
- Tastings Chicago[21];

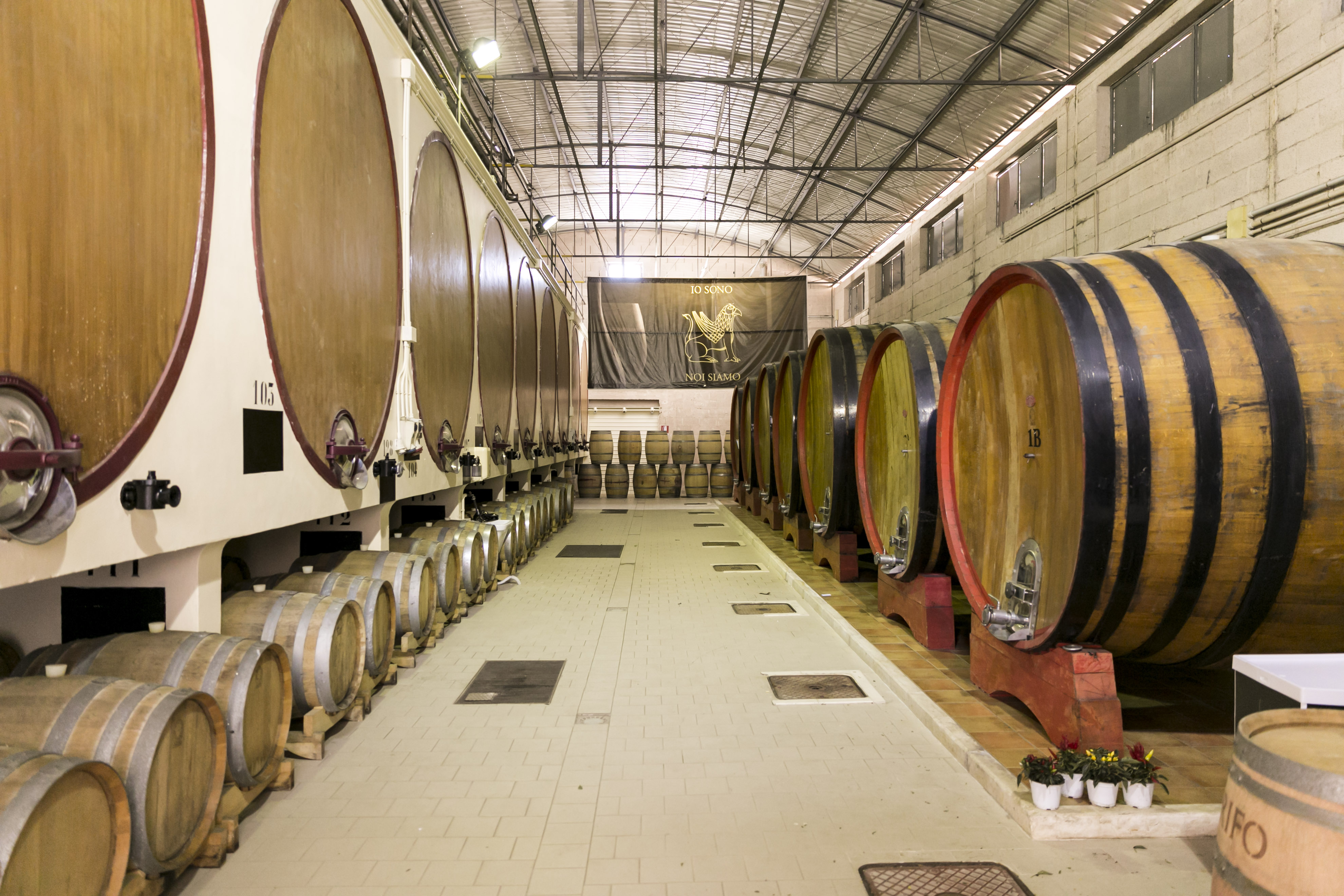
Panoramica delle botti e delle barrique in rovere francese e americano, scattata nella bottaia della sede originaria della Cantina di Ruvo di Puglia

- Concorso Enologico Regionale Vinum[22];
- Mostra Nazionale Vini Pramaggiore[23];
- Concorso Gilbert Gaillard[24];
- Trofeo A.I.S. Murgia "Dolce Puglia"[25].